# Kia Niro
El Kia Niro es un crossover compacto del segmento C producido por el fabricante sudcoreano Kia Motors desde 2016. Es únicamente con tracción delantera.
Se ofrece en versiones híbrida, híbrida enchufable o eléctrica de batería, esta última denominada Kia e-Niro que ha estado en venta en su país origen desde julio de 2016; y en Europa desde finales de ese mismo año.
La segunda generación SG2 se presentó en imágenes en el Salón del automóvil de Seúl el 25 de noviembre de 2021.

## Desarrollo

### Concepto de 2013

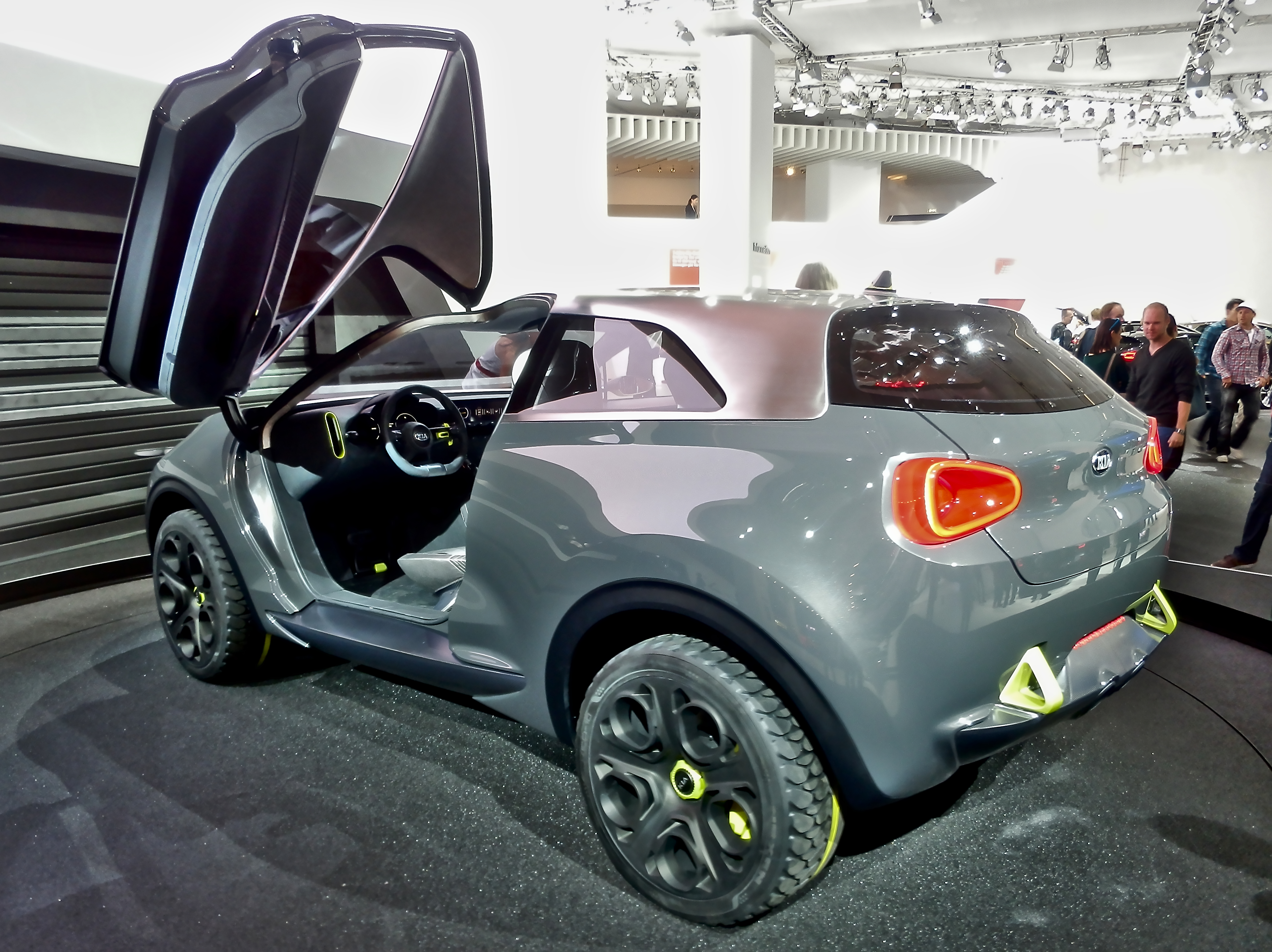
Concepto en el Salón del Automóvil de Fráncfort de 2013

El concepto se presentó en el Salón del Automóvil de Fráncfort de 2013. Está diseñado casi en su totalidad por Peter Schreyer en el estudio Kia en Fráncfort del Meno, siendo un crossover de 3 puertas de ala de mariposa que se abren hacia el panel del techo. Está equipado con un motor de cuatro cilindros en línea Gamma de 1.6 litros que produce 160 CV (158 HP; 118 kW), acoplado a una transmisión de doble embrague de siete velocidades con cambio rotativo, mientras que un sistema híbrido eléctrico de 45 CV (33 kW) está conectado a las ruedas traseras al viajar en condiciones de carretera más duras.

### Concepto KX-3 de 2014
Fue presentado en el Salón del Automóvil de Guangzhou de 2014. Está inspirado por el concepto anterior, el cual creció en tamaño hasta ser un SUV compacto que mide 4260 mm (167,7 pulgadas) de largo y 1765 mm (69,5 pulgadas) de ancho. Un motor con turbocompresor de 1.6 litros brinda potencia a las cuatro ruedas a través de una transmisión de doble embrague de 7 velocidades.

## Versión de producción

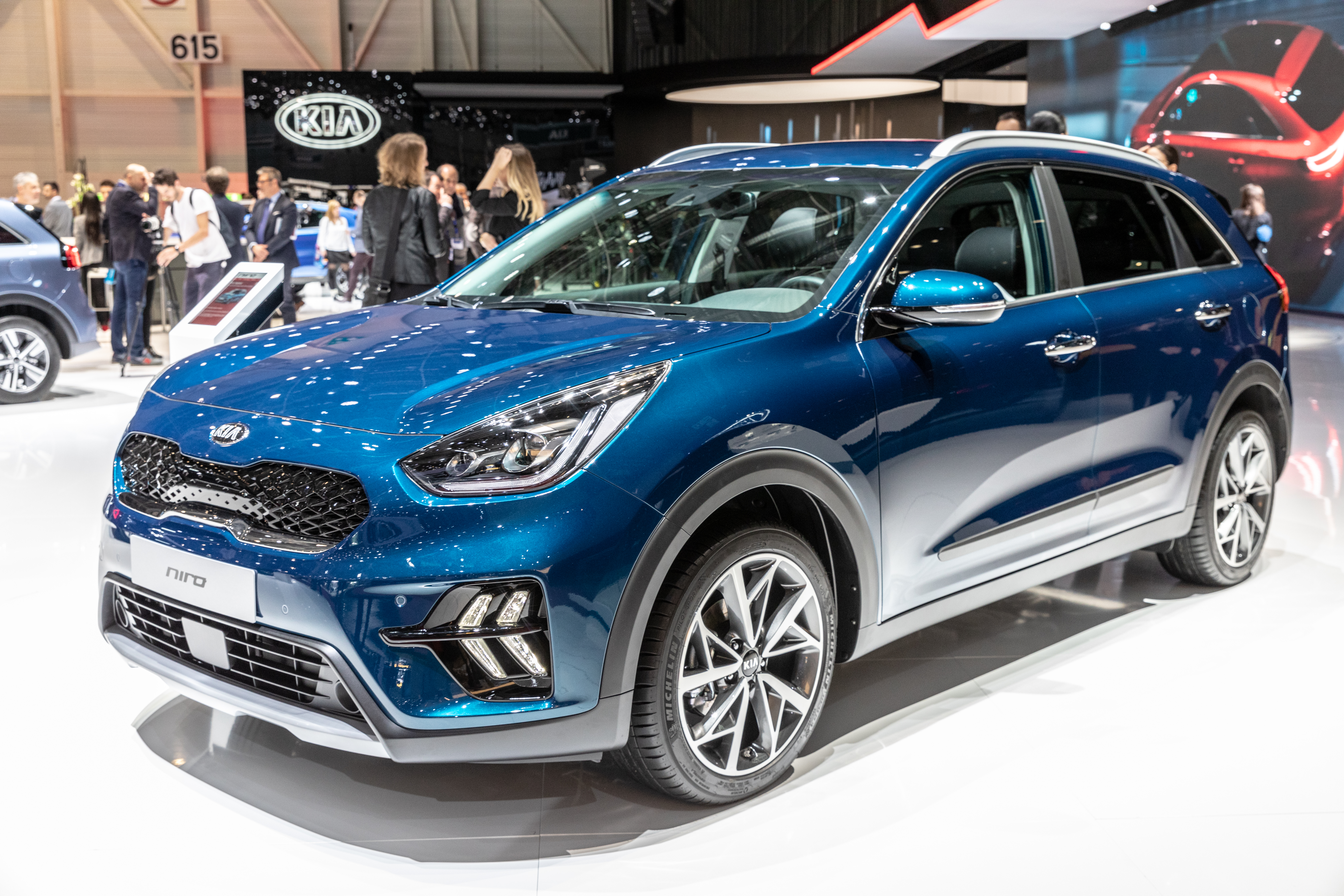
HEV híbrido en el Salón del Automóvil de Ginebra de 2019, en Le Grand-Saconnex

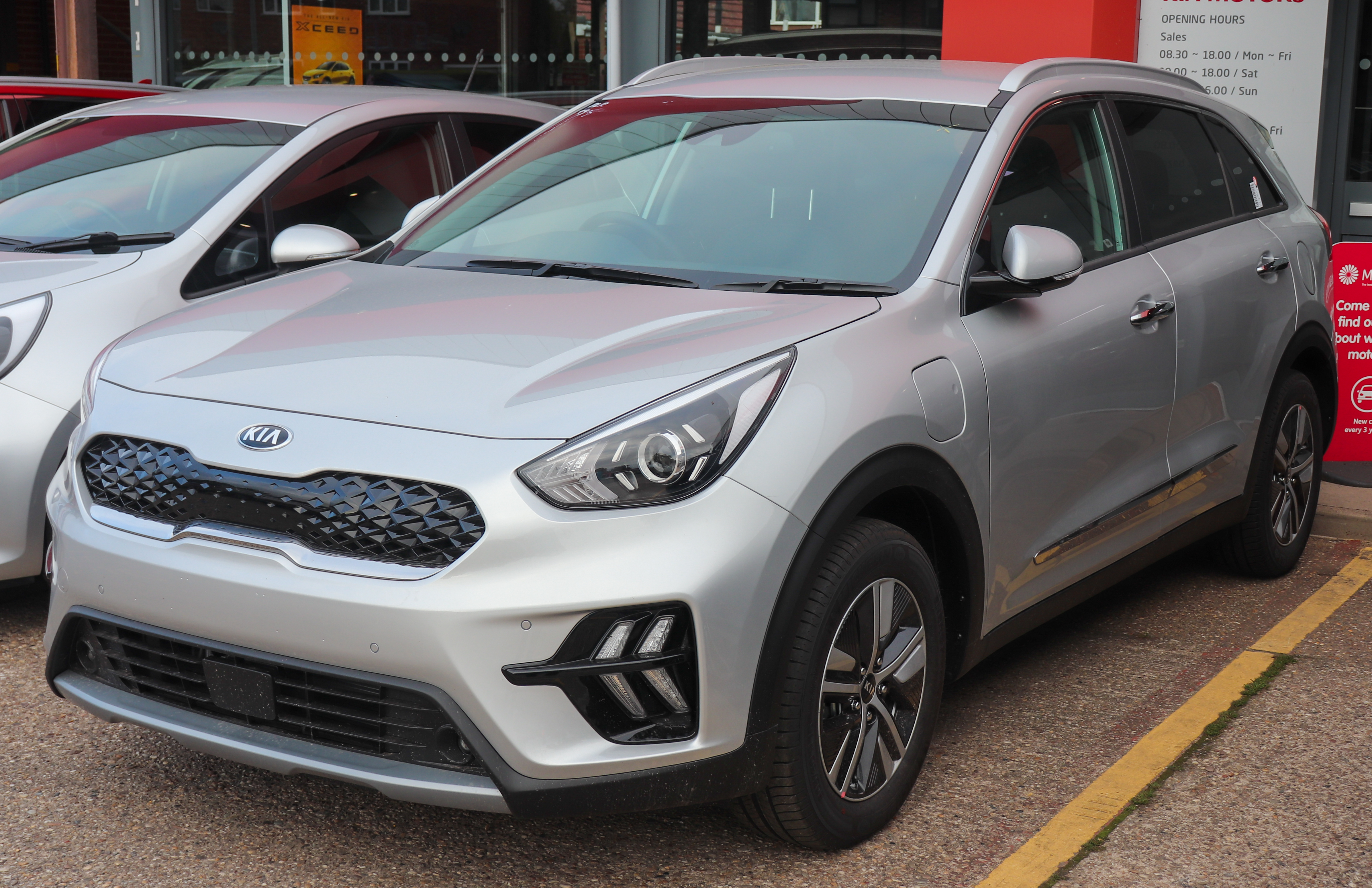
PHEV híbrido eléctrico enchufable de 2019

Fue presentado en el Salón del Automóvil de Chicago de 2016. Es un SUV subcompacto con tecnología híbrida posicionado debajo del Kia Sportage. Utiliza un tren motriz híbrido completamente nuevo, que produce 139 CV (137 HP; 102 kW), cuyo consumo de combustible es de 43 a 50 mpgAm (5,5 a 4,7 L/100 km) (18,3 a 21,3 km/L), gracias al uso de materiales ligeros como acero de alta resistencia y aluminio. Su batería tiene una capacidad de 1,56 kWh (6 MJ) y un peso de 33 kg (73 libras).
El diseño exterior, descrito como "no híbrido" por Kia, es más convencional en comparación con otros vehículos híbridos, debido a la creencia de Kia de que un vehículo híbrido no tiene que sacrificar un diseño atractivo por eficiencia de combustible, según el vicepresidente de la compañía Orth Hedrick.
También salió a la par una versión híbrida eléctrica enchufable (PHEV). La versión tanto HEV como PHEV forman parte de la gama híbrida de KIA, que también incluye el KIA Optima PHEV, en sus versiones sedán y SW.
El modelo DE salió a la venta en Corea del Sur el 31 de marzo de 2016. En su primer mes a la venta, alcanzó un récord histórico en el mercado de autos ecológicos de Corea del Sur, incluso superando al Hyundai Ioniq.
El modelo es producido en la planta de Hwaseong, Gyeonggi.
En el año 2019, la gama sufre un rediseño exterior e interior, en el que se refresca su imagen tanto en la parte frontal como la trasera, con unos nuevos defensas y faros/pilotos, ruedas e interior, estrenando un nuevo panel de instrumentos junto una nueva pantalla de 10,5 pulgadas (26,7 cm) de diámetro.[cita requerida]

### e-Niro

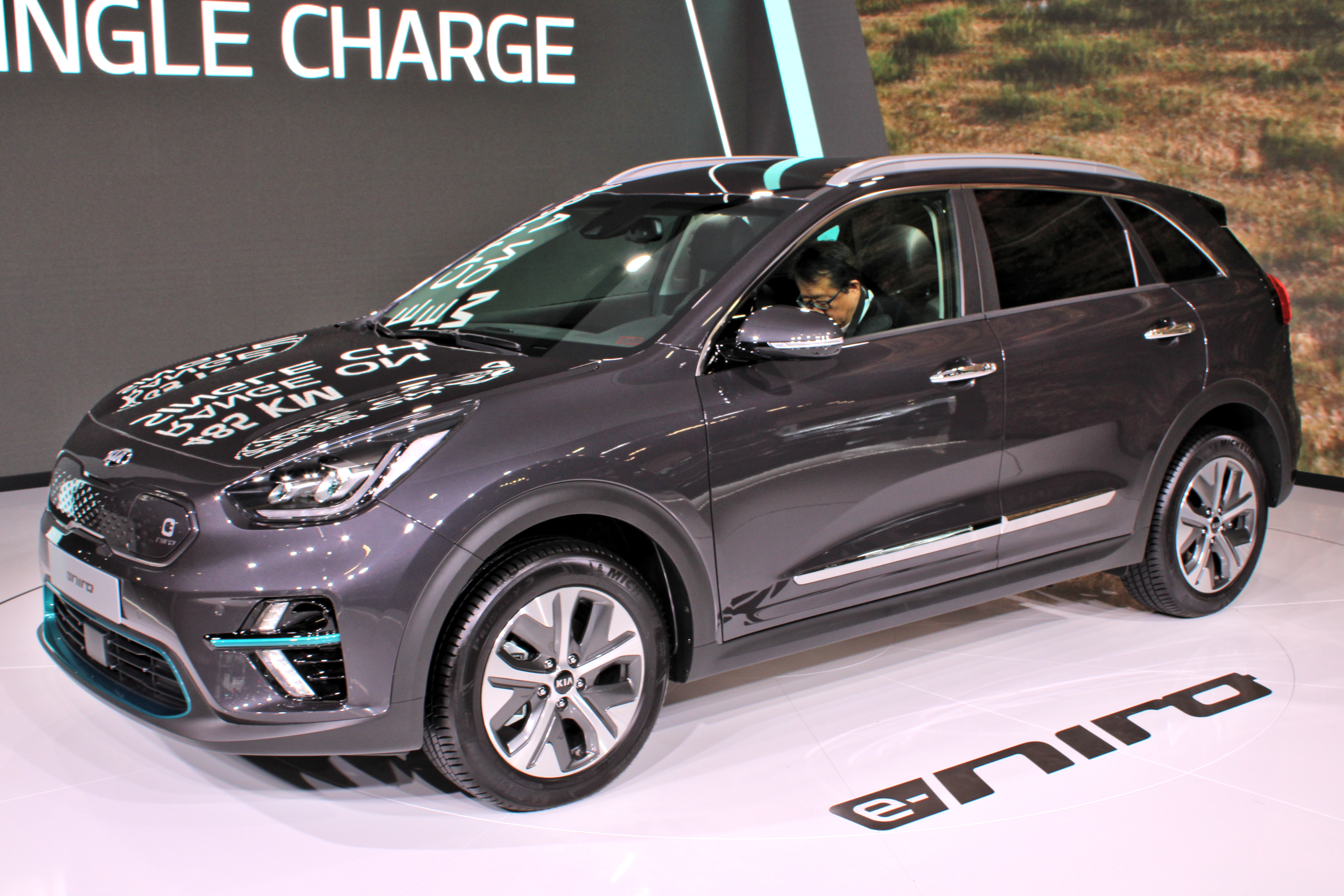
En el Salón del Automóvil de París de 2018

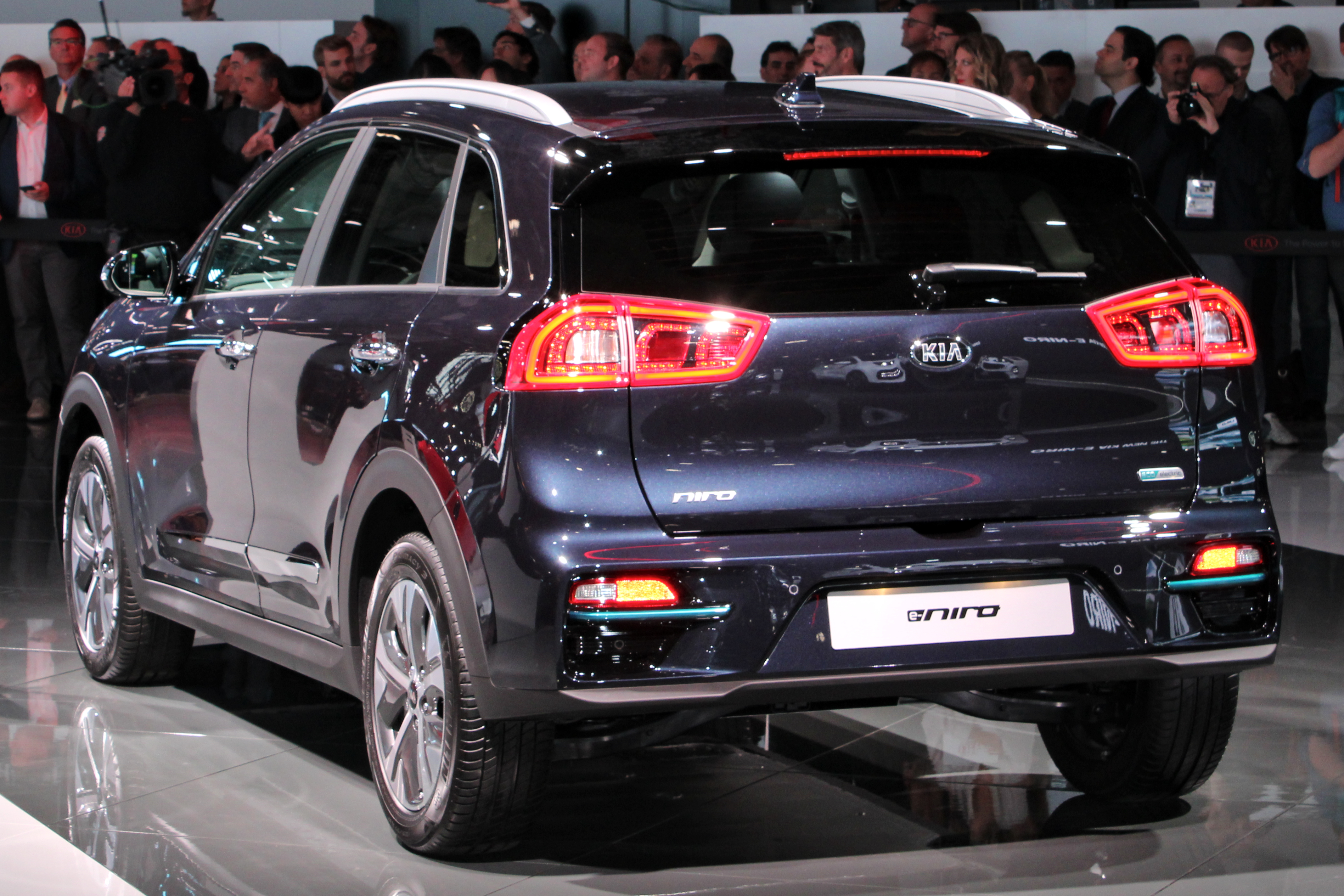
Vista lateral-trasera

Dos años después de su puesta a la venta, en 2018, sale al mercado su versión eléctrica. Apodado por la marca como «KIA e-Niro», se convierte en el segundo modelo eléctrico de la compañía después del primerizo Soul EV. Dispone de dos tipos de potencias y baterías, compuestas por celdas de batería de polímero de litio y, a la par, refrigeradas por líquido. La primera y más económica se compone de un motor eléctrico que produce 100 kW (136 CV; 134 HP) junto con una batería de 39,2 kWh (141 MJ), con lo que es capaz de alcanzar una autonomía de 289 km (180 millas), según ciclo WLTP; y la segunda y más completa con un motor que produce 150 kW (204 CV; 201 HP) y una batería de 64 kWh (230 MJ), cuya autonomía llega a 484 km (301 millas), según el ciclo WLTP.[cita requerida]

### Motor
| Nombre de motor | Trim                | Desplazamiento (diámetro x carrera)                           | Potencia@rpm, Torque@rpm                                  | Compresión (:1) |
| --------------- | ------------------- | ------------------------------------------------------------- | --------------------------------------------------------- | --------------- |
| Kappa III       | FE, LX, EX, Touring | 1,591 cc (97.1 cu in) (77.0 mm × 85.4 mm (3.03 in × 3.36 in)) | 104 hp (78 kW; 105 PS)@5700, 109 lb⋅ft (148 N⋅m)@4000     | 13:1            |
| Kappa III       | FE, LX, EX, Touring | Motor eléctrico                                               | 43 hp (32 kW; 44 PS)1850-2500, 125 lb⋅ft (169 N⋅m)@0-1800 | na              |
| Kappa III       | FE, LX, EX, Touring | Combinado                                                     | 139 hp (104 kW; 141 PS)@5700, 195 lb⋅ft (264 N⋅m)@4000    | 13:1            |

### Seguridad
| Prueba                   | Puntuación    | Puntos |
| ------------------------ | ------------- | ------ |
| En general:              | 4/5 estrellas |        |
| Ocupante adulto:         | 83%           | 31.8   |
| Ocupante niño:           | 80%           | 39.6   |
| Peatonal:                | 57%           | 24.3   |
| Asistencia en seguridad: | 59%           | 7.1    |

### 2016 Guinness Registro Mundial
En diciembre de 2016, el Niro recibió oficialmente un título dentro del el libro Guinness de los récords por el menor consumo de combustible de un vehículo híbrido, ya que viajó desde Los Ángeles a la ciudad de Nueva York con un registro de 76,6 mpgAm (3,1 L/100 km; 32,6 km/L). Este registro fue realizado por última vez por el Kia Optima híbrido en 2011, con un consumo de combustible promedio de 64,55 mpgAm (3,6 L/100 km; 27,4 km/L).